# Andrea Brand
Andrea Hilary Brand, née le 9 mars 1959, est une biochimiste et neurobiologiste américano-britannique.
Elle est l'auteure, avec le généticien Norbert Perrimon, du système GAL4/UAS qui permet la manipulation des circuits neuronaux chez la mouche drosophile et lauréate du prix Rosalind-Franklin en 2006 pour « pour ses contributions révolutionnaires aux domaines de la régulation des gènes, de la biologie du développement, de la biologie cellulaire et de la neurobiologie ».

## Jeunesse et formation
Andrea Hilary Brand naît le 9 mars 1959 aux États-Unis. Elle est la fille d'un économiste auprès de Organisation des Nations unies à New-York. En 1977, après ses études secondaires, elle déménage au Royaume-Uni pour étudier la biochimie à l'Université d'Oxford. Elle obtient un Bachelor of Arts avec mention en 1981. Elle entre alors au Laboratory of Molecular Biology de l'Université de Cambridge, où elle obtient son doctorat en 1986 avec sa thèse Characterisation of a yeast silencer sequence.

## Carrière
De 1986 à 1988, Andrea Brand effectue des travaux de recherche postdoctoraux sur la transcription des levures dans le département de biochimie de l'Université Harvard[réf. nécessaire]. Ayant décidé de passer de la biochimie à la neurobiologie, elle entre à la fin des années 1980 dans le laboratoire de Norbert Perrimon au département de génétique de la Harvard Medical School, où de 1988 à 1993, elle est membre spéciale de la Leukemia Society[réf. nécessaire].
C'est là qu'Andrea Brand conçoit le système GAL4/UAS que The Lancet décrit comme « une boîte à outils ingénieuse qui permet aux chercheurs d'activer des gènes dans n'importe quel type de cellule et à tout moment de leur développement, et ainsi de concevoir et tester la fonction des gènes et des protéines ». The Lancet note en 2008 que ses travaux sur les cellules souches neurales de drosophile sont susceptibles d'aider à développer des thérapies pour les maladies neurodégénératives telles que la maladie de Parkinson,.
De 1993 à 2003, Andrea Brand est Senior Fellow en recherche biomédicale fondamentale au Wellcome Trust/Cancer Research UK Gurdon Institute. De 2003 à 2007, elle est directrice de recherche en neurobiologie du développement dans la même institution. En 2007, elle devient professeure Herchel Smith de biologie moléculaire au département de physiologie, développement et neurosciences de l'Université de Cambridge.

## Reconnaissance
- Élue membre de l'Organisation européenne de biologie moléculaire (2000)
- Hooke Medal de la British Society of Cell Biology (2002)
- Fellow de l'Academy of Medical Sciences (2003)
- Prix William Bate Hardy (2004)
- Prix Rosalind-Franklin de la Royal Society (2006)
- Fellow of the Royal Society (2010)

## Publications
Andrea Brand est l'auteure de nombreux articles de recherche, dont :
- Targeted gene expression as a means of altering cell fates and generating dominant phenotypes, AH Brand, N Perrimon, Development. 118 (2), 401-415
- Hakes AE & Brand AH (2020) Tailless/TLX reverts intermediate neural progenitors to stem cells driving tumourigenesis via repression of asense/ASCL1. eLife 2020;9:e53377.
- Otsuki L & Brand AH (2019) Dorsal-ventral differences in neural stem cell quiescence are induced by p57KIP2/Dacapo. Developmental Cell. 49:293-300.
- Hakes AE, Otsuki L, Brand AH (2018) A newly discovered neural stem cell population is generated by the optic lobe neuroepithelium during embryogenesis in Drosophila melanogaster. Development. Sep 25;145(18). doi: 10.1242/dev.166207.
- Otsuki L & Brand AH (2018) Cell cycle heterogeneity directs the timing of neural stem cell activation from quiescence. Science. 360(6384):99-102.
- Spéder P & Brand AH (2018) Systemic and local cues drive neural stem cell niche remodelling during neurogenesis in Drosophila. Elife. Jan 4;7.  doi: 10.7554/eLife.30413.
- Cheetham SW & Brand AH (2018) RNA-DamID reveals cell-type-specific binding of roX RNAs at chromatin-entry sites. Nature Structural and Molecular Biology. Jan;25(1):109-114.